# KRAZ Cobra
«КрАЗ Кобра» (англ. KrAZ Cobra) — український бронеавтомобіль з колісною формулою 4х4 збудований на основі Toyota Land Cruiser 200 і складається на Кременчуцькому автомобільному заводі за ліцензією канадсько-еміратської компанії «Streit Group».
Перший демонстраційний зразок бронемашини Streit Group Cobra був представлений в квітні 2013 року.
З незрозумілих причин іноді KRAZ Cobra називаються журналістами KRAZ Cougar, що збудований на основі Toyota Land Cruiser 79 та є іншою машиною.

## Озброєння
На даху бойового відділення може бути встановлені різні бойові модулі, в які може бути встановлено:
- 7,62-мм кулемет;
- 12,7-мм кулемет;
- 40-мм автоматичний гранатомет.

## Силова установка і ходова частина
Двигуни
Бензинові
- 5.7 л 3UR-FE V8 381 к.с.

Дизельний
- 4.5 л 1VD-FTV (D-4D) V8 турбодизель 236 к.с.

Шини 285/65R17 оснащені пулестійкими вставками "Hutchinson runflat system".

## Модифікації
Передбачено дві модифікації KRAZ Cobra: 3-х дверна (2+6 сидячих місць) і 5-ти дветра (2+2+4 сидячих місць).

## Використання
- Україна - невідома кількість KRAZ Cobra використовується українськими військовими в війні з Росією.
- ОАЕ - в січні 2014 року декілька бронеавтомобілів закуплено для поліції ОАЕ[2]

## Бойове застосування
- Війна на сході України (2014) — КрАЗ Кобра використовується українською армією.